# Градски културни центар Ужице
| Градски културни центар |                                |
|                         |                                |
| Оснивач                 | Град Ужице                     |
| Основана:               | 2010.                          |
| Седиште:                | Трг Св. Саве 11 · Ужице Србија |
| Директор:               |                                |
| Веб презентација        | http://www.gkcuzice.rs/        |

Градски културни центар Ужице је једна од јавних установа града Ужица. Основана је 2010. године ради организовања и промоцију афирмативних културних, образовних и спортских дешавања.
Градски културни центар се налази у адаптираној згради некадашњег Дома ЈНА, наменски грађеном за потребе друштвено-културног и јавног живота послератног Ужица.